# Hostišová-Horňák
Hostišová-Horňák je část obce Hostišová v okrese Zlín. Jako část obce vznikla ke dni 24. 10. 2016 na základě usnesení zastupitelstva obce. V rejstříku ČÚZK je evidována v po jazykové stránce nevhodné podobě Hostišová - Horňák.